# Aplysina meandrina
Aplysina meandrina är en svampdjursart som beskrevs av Lendenfeld 1889. Aplysina meandrina ingår i släktet Aplysina och familjen Aplysinidae.
Artens utbredningsområde är havet kring Australien. Inga underarter finns listade i Catalogue of Life.